# Kauns
Kauns é um município da Áustria, situado no distrito de Landeck, no estado do Tirol. Tem 8,25 km² de área e sua população em 2019 foi estimada em 499 habitantes.